# Ото Варбург
 Ото Хайнрих Варбург (на немски: Otto Heinrich Warburg) е германски биохимик, носител на Нобелова награда за физиология или медицина през 1931 г. „за изследванията си върху цитохромите и механизма на клетъчното дишане“. Той е сред водещите цитолози на XX век.

## Биография
Роден е на 8 октомври 1883 година във Фрайбург, Германия, в семейството на интелектуалци. Баща му, Емил Варбутг, е професор по физика и музикант, а в приятелското му обкръжение влизат учени като физиците Макс Планк, Алберт Айнщайн, Валтер Нернст, химика Емил Фишер, физиолога Теодор Енгелман, много музиканти, артисти.
Пред 1906 г. Варбург завършва химия в Берлинския университет и продължава с второ висше по медицина в Университета в Хайделберг (1911). През 1913 г. постъпва в Института по биология „Кайзер Вилхелм“ (днес Институт по физиология „Макс Планк“), където завежда лаборатория и пет години по-късно е произведен в професор.
Научните интереси на Варбург са в областта на фотосинтезата, клетъчното дишане и обмяната на въглехидратите. Между 1923 и 1925 г. изучава обмяната на туморните тъкани, като открива, че характерен неин признак е интензивната аеробна гликолиза. Показва също, че туморните клетки могат да живеят и да се развиват и при отсъствието на кислород. За приносите си в тази насока през 1926 г. е предложен за Нобелова награда за физиология или медицина, но тя е отредена на Йоханес Фибигер. Получава този приз пет години по-късно, когато е номиниран за откритията си свързани с дихателните ензими.
Изследванията на Варбург върху ензимите продължават още по-усилено след Нобеловата награда. През 1932 г. той изолира и получава в кристален вид общо девет ензима, участващи в метаболизма на гликолизата, два коензима, както и серия „жълти“ ензими (флавопротеини), с което изяснява коензимната функция на витамините.
По време на Втората световна война Варбург остава в Германия, въпреки еврейския си произход, и продължава да изучава биохимичните процеси, настъпващи при гликолиза и ферментация. След края на войната събира и отпечатва резултатите си.
Умира от белодробна емболия на 1 август 1970 година в Берлин на 87-годишна възраст.

## Ефект на Варбург
В онкологията под ефект на Варбург се разбира тенденцията мнозинството от раковите клетки да произвеждат енергия предимно с помощта на много активна гликолиза с последващо образуване на млечна киселина, а не посредством бавна гликолиза и окисление на пирувата в митохондриите с използване на кислород, както е при повечето нормални клетки. В клетките на бързорастящ злокачествен тумор нивото на гликолиза е почти 200 пъти по-високо, отколкото в нормалните тъкани. При това гликолизата остава предпочитана даже в условия, когато кислородът е в излишък.
През 1924 г. Ото Варбург излага хипотезата си, че тези изменения в обмяната на веществата са фундаменталната причина за рак. През 1950-те до 1970-те години хипотезата има голяма популярност, обаче следващите изследвания показват, че раковите клетки могат да имат всякакъв тип енергоосигуряване, в това число и характерното за нормалните клетки. Днес е известно, че главните причини за злокачествената трансформация на клетките е мутацията в онкогените и антионкогените, а ефектът на Варбург се смята просто за следствие от тези мутации.